# Nationalisme padan

Le Soleil des Alpes sur fond blanc est le drapeau de la Padanie proposé par la Lega Nord.

Le nationalisme padan est une idéologie et un mouvement régionaliste réclamant plus d'autonomie, voire l'indépendance de la Padanie (vallée du Pô), plus largement le nord de l'Italie, vis-à-vis de l'Italie. La Ligue du Nord, une fédération de partis régionaux du nord de l'Italie, était la principale unité politique soutenant la création de la Padanie. Il existe néanmoins d'autres petits partis padans prônant un nationalisme et l'autonomie (comme la Ligue padane, Ligue padane lombarde/Union padanae ou encore l'Union padane alpine).
En 1996, le Mouvement indépendantiste padan vit le jour un bref instant. Il fut fondé en Vénétie et proclama la République Fédérale de Padanie. En 1999, la République fédérale padane de Vénétie est apparue et a duré quelques années avant de disparaître.
Des intellectuels (comme Gilberto Oneto, Giancarlo Pagliarini, Leonardo Facco et Gianfranco Miglio), qui ont fait scission avec la Ligue du Nord, continuèrent à alimenter le nationalisme padan. En janvier 2012, Gianluca Marchi, un ancien rédacteur en chef de La Padania, a lancé L'Indipendenza, journal en ligne souhaitant être le porte-parole des indépendantistes padans. Oneto, Pagliarini et Facco contribuèrent à ce journal.

## La Padanie et la Ligue du Nord
Le 15 septembre 1996 à Venise, la Ligue du Nord proclama unilatéralement l'indépendance de la Padanie. Depuis cet épisode, le parti est revenu sur son credo indépendantiste même si les statuts du parti continuent à déclarer que l'indépendance de la Padanie est l'objet principal de l'organisation. À cette occasion, Umberto Bossi, le leader de la Lega Nord, lors de la lecture de la déclaration d'indépendance padane, fit écho à la déclaration d'indépendance des États-Unis en prononçant :

« Nous le peuple de Padanie déclaront solennellement que la Padanie est une république fédérale indépendante et souveraine. Nous en faisons le serment sur nos vies, nos ressources et notre honneur. »

Les années suivantes, la Ligue a installé un parlement non-reconnu de la Padanie situé près de Mantoue. Formé par des élections auto-organisé par le parti et le gouvernement à Venise. Plus tard, un « Parlement du Nord » a été créé en Vicence, mais fonctionne comme une simple structure interne du parti.
La Lega Nord a également proposé un drapeau, le Soleil des Alpes, et un hymne national, le chœur Va' Pensiero de Giuseppe Verdi issu de l'opéra Nabucco, dans lequel les esclaves hébreux exilés se plaignent de leur patrie perdue. Le parti a également essayé d'étendre son influence via un certain nombre d'associations et les médias indépendantistes (sous la supervision de Davide Caparini). par exemple le quotidien La Padania, l'hebdomadaire Il Sole delle Alpi, le périodique Lega Nord Flash, la chaîne de télévision TelePadania TV, la Radio Padania Libera et la maison d'édition Bruno Salvadori. Plus récemment, le parti a souligné le statut indépendant de la Padanie à travers le sport et d'autres activités : l'équipe de football de Padanie a participé et a remporté en 2008, 2009 et 2010 la VIVA World Cup. Le parti a également parrainé un concours de beauté, Miss Padania.

### La Padanie de la Ligue du Nord
| Région                  | Superficie (km²) |
| ----------------------- | ---------------- |
| Lombardie               | 23,865           |
| Vénétie                 | 18,391           |
| Piémont                 | 25,399           |
| Émilie-Romagne          | 22,451           |
| Ligurie                 | 5,422            |
| Frioul-Vénétie Julienne | 7,845            |
| Trentin-Haut-Adige      | 13,607           |
| Vallée d'Aoste          | 3,263            |
| Italie du Nord          | 120,243          |
| Toscane                 | 22,993           |
| Marches                 | 9,366            |
| Ombrie                  | 8,456            |
| Padanie (total)         | 161,076          |

## Réaction de l'opinion
Récemment[Quand ?], des sondages montrent des résultats différents. Selon un sondage réalisé en février 2010 par GPG, 45 % des septentrionaux soutiennent l'indépendance de la Padanie. Selon un sondage mené par l'institut SWG en juin 2010, cette position se porte à 61 % de la population du nord (80 % d'entre eux appuient une réforme fédérale de l'État). Aussi, 55 % des Italiens considèrent la Padanie comme une simple invention politique en opposition aux 42 % des Italiens croyant à son existence réelle (45 % de l'échantillon était composé d'Italiens du Nord, 19 % de l'Italie centrale et 36 % d'habitants du Sud). Pour la réforme fédérale, 58 % des Italiens la soutiennent selon le sondage,. En mai 2011, un sondage mené par l'institut SWG met en avant le soutien pour le fédéralisme fiscal et la sécession, respectivement à 68 % et 37 % dans le Piémont et la Ligurie, à 77 % et 46 % en Lombardie, à 81 % et 55 % dans le Triveneto, à 63 % et 31 % en Émilie-Romagne et enfin à 51 % et 19 % en Italie centrale (sans le Latium).